# Darwin Lora
Darwin Jesús Lora Vidaurre (Cochabamba, 18 de julio de 1986) es un futbolista boliviano que juega de centrocampista en Cochabamba FC de la Asociación de Fútbol Cochabamba.

## Trayectoria

### Aurora
Lora debutó profesionalmente con Aurora en 2005, el 2 de diciembre de 2008 se consagró campeón del Clausura 2008, jugando la final del campeonato ante Blooming. Se mantuvo en el equipo hasta 2009.
Posteriormente jugaría en los equipos de la Asociación de Fútbol Cochabamba, Bata en 2010, Jorge Wilstermann en 2011 y Tiquipaya en 2012.

### Retorno a Aurora
A mediados de 2012 vuelve a Aurora.
En la temporada 2014 Aurora terminaría descendiendo, luego de perder en el indirecto ante Petrolero de Yacuiba. En su retorno al conjunto celeste jugó 62 partidos y marcó 1 gol.

### San José
Ese año San José se hace con los servicios del jugador. Debutó en el Santo el 14 de septiembre en la victoria 4-1 ante Petrolero, jugando los noventa minutos. En su única temporada en el club jugaría 20 partidos.

### Nacional Potosí
En junio de 2015 fue contratado por Nacional Potosí.

## Clubes
| Club               | País    | Año         |
| ------------------ | ------- | ----------- |
| Aurora             | Bolivia | 2005 - 2009 |
| Bata               | Bolivia | 2010        |
| Jorge Wilstermann  | Bolivia | 2011        |
| Tiquipaya          | Bolivia | 2012        |
| Aurora             | Bolivia | 2012 - 2013 |
| San José           | Bolivia | 2014 - 2015 |
| Nacional Potosí    | Bolivia | 2015 - 2017 |
| Aurora             | Bolivia | 2018        |
| Sport Boys         | Bolivia | 2019        |
| Atlético Palmaflor | Bolivia | 2020        |
| Cochabamba FC      | Bolivia | 2021 -      |

## Palmarés

### Títulos nacionales
| Título           | Club   | Año           |
| ---------------- | ------ | ------------- |
| Primera División | Aurora | Clausura 2008 |